# Gentleman (Fela Kuti & The Africa 70)
Gentleman è un album in studio di Fela Kuti & The Afrika 70 e del 1973.

## Composizione
Gentleman si apre con la title track, accompagnata dalle linee di sassofono di Kuti (l'artista aveva imparato a suonare lo strumento poco tempo prima, dopo l'allontanamento di Igo Chico dagli Afrika 70)  e un pianoforte elettrico durante le parti vocali. Il testo, che recita «io so quali abiti indossare, ma i miei amici no. Non sono un gentiluomo di quel tipo! Sono un africano autentico», è una denuncia contro gli africani che aderiscono alle usanze e i costumi dei colonialisti europei, particolare sottolineato dalla satirica copertina, raffigurante una scimmia che indossa giacca e cravatta.
Le altre due tracce dell'album sono due composizioni jazz intitolate Fefe Naa Efe e Igbe.

## Pubblicazione
Gentleman venne pubblicato per la prima volta dalla EMI nel 1973. Venne ristampato altre volte negli anni seguenti. Nel 2000 venne riedito assieme a Confusion (1975) dalla MCA Records.

## Accoglienza
Gentleman ha ricevuto un'accoglienza positiva ed è talvolta considerato una delle migliori produzioni dell'artista.

## Tracce
1. Gentleman – 14:32
2. Igbe – 8:14
3. Fe Fe Ne Eye Fe – 8:06

## Formazione
- Fela Kuti – voce, sassofono alto, sassofono tenore, pianoforte elettrico
- Igo Chico – sassofono tenore
- Tunde Williams – tromba